# Povertà (film)
Povertà (Her Lord and Master) è un film muto del 1921 diretto da Edward José e interpretato da Alice Joyce.
Tratto dalla commedia Her Lord and Master: A Comedy in Four Acts di Martha Morton, andata in scena New York nel 1912, il film fu prodotto e distribuito dalla Vitagraph Company of America. Uscì nelle sale nel marzo del 1921.

## Trama

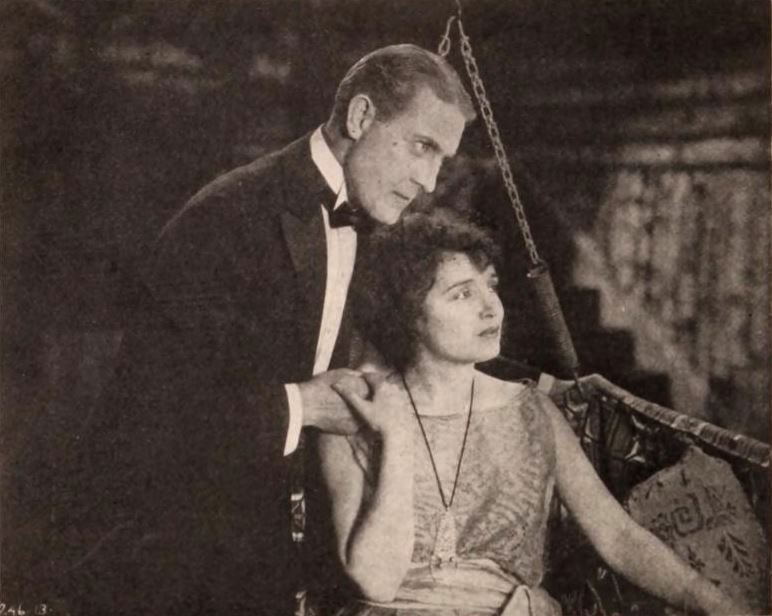
Holmes Herbert e Alice Joyce

Indiana Stillwater, viziata figlia di un magnate delle ferrovie, sposa il visconte di Canning e parte con lui per l'Inghilterra. Gli atteggiamenti della giovane americana scioccano i familiari del marito, anche se i suoceri cercano di minimizzare accogliendola con gentilezza. Quando però Indiana accetta di recarsi a cena dei genitori una domenica sera in albergo - cosa che trasgredisce le regole del comportamento sociale - il marito fa chiudere il portone, lasciandola fuori di casa. Al suo ritorno, Indiana riesce a entrare solo grazie al maggiordomo, che le apre la porta.
Quando i due coniugi si ritrovano insieme, il visconte suggerisce alla moglie l'opportunità di una separazione; lei, allora, dimostra il suo pentimento e convince il marito a riconciliarsi con lei.

## Produzione
Il film fu prodotto dalla Vitagraph Company of America.

## Distribuzione
Distribuito dalla Vitagraph Company of America, il film uscì nelle sale cinematografiche statunitensi nel marzo 1921.
La pellicola è considerata perduta.

### Censura
Per la versione da distribuire in Italia, la censura italiana eliminò le seguenti scene:
- Nella parte 5ª dalla relativa didascalia le parole: "... la presenza di un rivale può generare un sanguinoso dramma" e nella parte 6ª la didascalia: "... Vi dissi che nel mio paese queste cose fanno scorrere il sangue".[4]